# Susan Buirge
Susan Buirge, née le 19 juin 1940 à Minneapolis aux États-Unis, est une danseuse et chorégraphe américaine naturalisée française.

## Biographie
Susan Buirge a étudié avec José Limón, Martha Graham et Louis Horst à la Juilliard School, où elle rencontre Alwin Nikolais et rejoint sa compagnie.
En 1970, elle s'installe en France et fonde à Paris le « Dance Theatre Experience », qui deviendra cinq ans plus tard le « Susan Buirge Project ». Cette institution participera, avec d'autres, à l'essor de la Nouvelle danse française.
En 1990, elle signe ses adieux à la scène avec son solo Grand Exil, mais continue à travailler comme chorégraphe et pédagogue. Sa compagnie est en résidence à l'abbaye de Royaumont depuis 2000.

## Œuvres
- Trilogy (1962)
- Televanilla (1968)
- Cut off (1970)
- Rite (1975)
- En allant de l'ouest à l'est (1976)
- Dedans le jardin du Levant & Lapse  (1978)
- Restes (1979)
- Tamis (1980)
- The Plain's Dances (1981)
- Divertissement pour un acte pudique (1981), musique de Roman Sienkiewicz
- Sas et Charge alaire (1982), musique de Roman Sienkiewicz
- Des sites (1984)
- Parcelle de ciel (1985)
- Artémis (1987), musique de Steve Lacy
- Trilogie d'Artémis (1987-1988)
- Grand Exil (1990)
- Matomanoma (1993)
- Kin-iro no kaze no kanata (1994-1998)
- Le Jour d'avant (2000)
- Le Jour d'après (2001)
- L'Œil dans la forêt (2002)
- Soli (2005), grands solos de l'ensemble de son œuvre
- À l'abri des vents (2006)

## Distinctions
- Chevalière de la Légion d'honneur le 3 avril 2015[3].
- Commandeur de l'ordre des Arts et des Lettres (2010)[4]